# Puentes Viejas
Puentes Viejas er en kommune i det centrale Spanien i Madrid-regionen. Den har et indbyggertal på 775 (2024) indbyggere.